# Chips
Chips – szwedzki zespół muzyczny, założony przez Kikki Danielsson i Lasse Holma w 1979 roku.
Prócz założycieli zespołu, w początkowy skład grupy wchodzili także Lars Westman, Lisa Magnusson, Monica Silverstrand oraz Mats Rådberg. W 1980 roku grupa muzyczna ubiegała się o występ podczas Konkursu Piosenki Eurowizji z utworem „Mycke’ mycke’ mer”, zajmując ostatecznie czwarte miejsce w szwedzkich preselekcjach Melodifestivalen i przegrywając w nich z Lizą Öhman, Janne Lucas oraz Tomasem Ledinem. W tym samym roku zespół wydał swój pierwszy anglojęzyczny album muzyczny zatytułowany Chips. Po jego premierze grupa udała się w trasę koncertową do Niemiec Zachodnich, a jej skład zasiliły Elisabeth Andreassen oraz Britta Johansson.
Pod zmienioną nazwą Sweets 'n Chips zespół zgłosił swój udział do Melodifestivalen 1981, gdzie wykonany przez nich utwór „God morgon” zajął drugie miejsce. W tym samym roku podjęto decyzję o zmniejszeniu ilości członków grupy, zostawiając w nim jedynie duet wokalny Elisabeth i Kikki, które wspierał Lasse Holm jako główny autor tekstów piosenek.
W 1982 roku zespół wygrał krajowe eliminacje do Konkursu Piosenki Eurowizji Melodifestivalen z napisanym przez Monikę Forsberg utworem „Dag efter dag”. Podczas finału festiwalu w Harrogate w Wielkiej Brytanii duet wystąpił jako dziewiąty, zajmując w końcowym rezultacie 8. miejsce.
Tuż po sukcesie związanym z występem na międzynarodowym festiwalu, grupa muzyczna wydała swój drugi album Having a Party, który osiągnął w Szwecji sprzedaż ponad 100 000 egzemplarzy. 
Zespół rozpadł się w 1983 roku ponieważ obie wokalistki podjęły solowe kariery muzyczne.
W 1997 roku wydano album kompilacyjny 20 bästa låtar, zawierający największe przeboje zespołu.

## Dyskografia
Opracowano na podstawie materiału źródłowego.
- 1980: Chips
- 1982: Having a Party
- 1997: 20 bästa låtar